# 東京大学医科学研究所
東京大学医科学研究所（とうきょうだいがくいかがくけんきゅうじょ、英: The Institute of Medical Science, The University of Tokyo）は、東京大学の附置研究所で、がん、感染症やその他の難治疾患を対象にした最先端の研究と医療を進めることを目的とする研究所である。研究所敷地内に附属病院を有し、国内最大規模の医学研究所である。
共同利用・共同研究拠点に指定されている（「基礎・応用医科学の推進と先端医療
の実現を目指した医科学共同研究拠点」）。2001年に近代医科学記念館を設置し、医科学に関する歴史的資料を保存・展示し、最新情報の提供を行っている。
略称は「医科研」「東大医科研」「白金医科研」。英語略称は「IMSUT」。場合にもよるが、旧名称である伝染病研究所から「伝研」という古い略称で呼ばれることもある。

## 概要

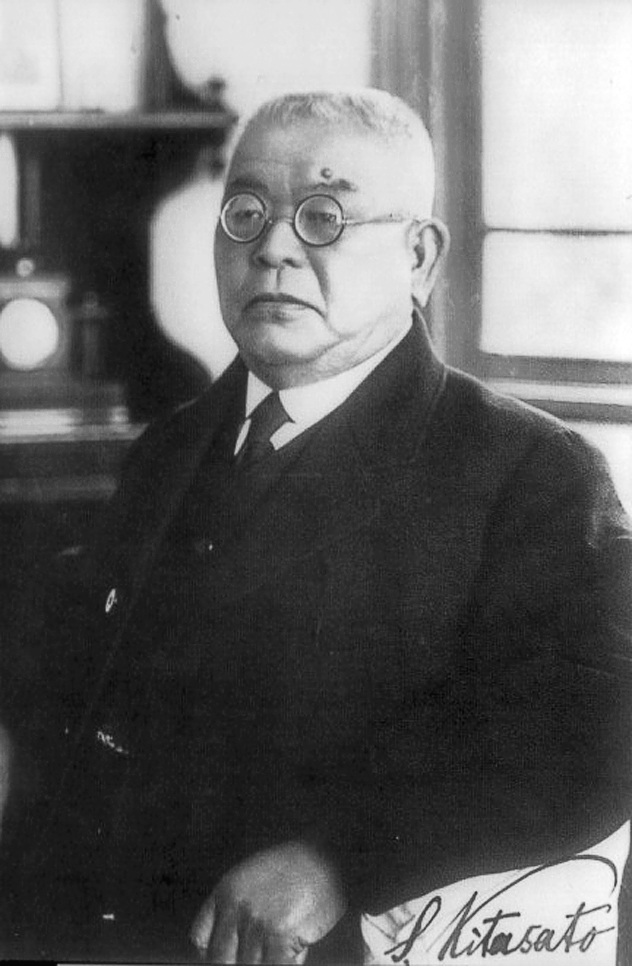
初代所長・北里柴三郎

1892年（明治25年）、芝公園に設立された、「伝染病研究所」を起源とする。ドイツ留学から帰国した北里柴三郎に当時日本で受け入れる研究機関がなく、国家有為の才能を発揮できない状態にあった。そんな北里柴三郎を見て、福澤諭吉が私財を投じて設立したのが伝染病研究所である。これは、国内で最初の伝染病研究所である。福澤諭吉の他に森村市左衛門、長與專齋も、北里柴三郎を助けた。
1894年（明治27年）、大日本私立衛生会附属となった伝染病研究所は芝区愛宕町の内務省用地を借り受け、建物を新築リニューアルして移転した。
1899年（明治32年）、伝染病研究所を国に寄付し、内務省管轄の国立伝染病研究所となった。
1906年（明治39年）、現在の港区白金台に新築移転した。
1914年（大正3年）10月4日に所長にもはかられずに閣議決定し、10月14日、内務省から文部省に移管（勅令）した。
11月5日、この文部省への移管に対し、所長から所員たちが皆、大反対して、それ決定への抗議の意思として総辞職となり、北里柴三郎は新たに私立「北里研究所」を設立して研究を続けた。
1916年（大正5年）4月1日、文部省に移管された「伝染病研究所」は、東京帝国大学附置伝染病研究所となった。
1947年（昭和22年）、厚生省所管の国立予防衛生研究所（現：国立感染症研究所）が設置され、本研究所職員の約半数が移籍した。 
国内社会の衛生状態が改善されるのに伴い、1967年（昭和42年）、「感染症・がんその他の特定疾患に関する学理及びその応用の研究」を目的とする医科学研究所に改組した。
1892年の当初から病院を有している。
時計台のある3階建てのゴシック様式風の本館は、関東大震災（1923年（大正12年））のすぐあとに、内田祥三（のちの総長）が耐震・耐火建築研究の実績に立って設計したものである。本館の奥には、8階建ての真新しい病院棟と研究棟が並び、その左右には基礎研究と臨床研究のための建物が密集している。敷地面積約7万平方メートルに、緑に囲まれた公園を有し、2001年、近代医科学記念館を開設した。

## 沿革
- 1892年11月 - 私立伝染病研究所を設立。
- 1894年 - 大日本私立衛生会附属となる。芝区愛宕町の内務省用地を借り受け、新築移転。
- 1899年 - 内務省所管の国立伝染病研究所となる。
- 1905年4月 - 痘苗製造所および血清薬院を併合。
- 1906年 - 港区白金台に新築移転（現在地）。
- 1914年 - 内務省から文部省に移管。初代所長の北里柴三郎は、伝染病研究所が内務省から文部省に移管され東京帝国大学に合併される時、移管に反対して所長を辞任。この時、志賀潔をはじめとする研究所の職員全員が一斉に辞表を提出した。伝研騒動といわれる。北里柴三郎は、11月5日に私費を投じて北里研究所を設立した。
- 1916年 - 伝染病研究所が東京帝国大学の附置研究所となる。所長および所員は東京帝国大学教授および助教授でほかに専任技師、技手、書記などが多数、任務に服する。病源の検索、予防治療方法の研究、予防消毒治療材料の検査、伝染病研究方法の講習ならびに痘苗血清ワクチン等細菌学的予防治療品の製造および検定に関する事業を掌る。
- 1923年 - 関東大震災（大正12年）のすぐあとに本館（ゴシック様式風）が建設される。設計：内田祥三（のちの総長）。
- 1947年 - 主に検査・製造などに関わる部門などを厚生省所管の国立予防衛生研究所（現：国立感染症研究所）として分離。
- 1967年 - 伝染病研究所を改組して「医科学研究所」が設置された。
- 2001年 - 近代医科学記念館を開設。

## 歴代所長
- 初代 北里柴三郎 1892年11月30日〜1914年11月5日（1899.4.5より国立）
  - 事務取扱 福原鐐二郎 1914年11月5日〜1915年1月15日
- 第2代 （兼）青山胤通 1915年1月15日〜1916年3月31日
- 第3代 林春雄 1916年4月1日〜1919年6月4日
- 第4代 長與又郎 1919年6月4日〜1934年2月1日
- 第5代 宮川米次 1934年2月1日〜1940年11月20日
- 第6代 三田村篤志郎 1940年11月20日〜1944年5月13日
- 第7代 田宮猛雄 1944年5月13日〜1949年3月31日
- 第8代 長谷川秀治 1949年3月31日〜1956年3月15日
- 第9代 武田徳晴 1956年3月15日〜12月1日
- 第10代 長野泰一 1956年12月1日〜1958年12月1日
- 第11代 工藤正四郎 1958年12月1日〜1965年4月1日
- 第12代 山本郁夫 1965年4月1日〜1968年11月14日
- 第13代 佐々学 1968年11月14日〜1971年7月22日
  - 事務取扱 常松之典 1971年7月22日〜12月31日
- 第14代 佐々学 1972年1月1日〜1973年6月30日
- 第15代 山本正 1973年7月1日〜1977年3月31日
- 第16代 下條寛人 1977年4月1日〜1979年3月31日
- 第17代 積田亨 1979年4月1日〜1983年3月31日
- 第18代 小高健 1983年4月1日〜1987年3月31日
- 第19代 豊島久真男 1987年4月1日〜1990年3月31日
- 第20代 木幡陽 1990年4月1日〜1992年3月31日
- 第21代 廣澤一成 1992年4月1日〜1996年3月31日
- 第22代 吉田光昭 1996年4月1日〜1998年3月31日
- 第23代 新井賢一 1998年4月1日〜2003年3月31日
- 第24代 山本雅 2003年4月1日〜2007年3月31日
- 第25代 清木元治 2007年4月1日〜2011年3月31日
- 第26代 清野宏 2011年4月1日〜2015年3月31日
- 第27代 村上善則 2015年4月1日〜2019年3月31日
- 第28代 山梨裕司 2019年4月1日〜2023年3月31日
- 第29代 中西真 2023年4月1日〜現職

## 組織

### 研究部門
- 感染・免疫部門
- 癌・細胞増殖部門
- 基礎医科学部門

### 附属施設
- 病院
- 実験動物研究施設
- 奄美病害動物研究施設
- 遺伝子解析施設
- ヒトゲノム解析センター (HGC)
- ヒト疾患モデル研究センター
- 先端医療研究センター
- 感染症国際研究センター

## 研究
以下の拠点が2003年度に文部科学省の21世紀COEプログラムに採択された。
- ゲノム医科学の展開による先端医療開発拠点

ヒトゲノム解析センターを中核とした以下の拠点が2008年度にグローバルCOEプログラムに採択された。
- ゲノム情報に基づく先端医療の教育研究拠点

## 大学院教育
医科学研究所は東京大学の大学院教育も担当している。以下の研究科・専攻から大学院生を受け入れている。
- 東京大学
  - 大学院理学系研究科
    - 生物化学専攻

  - 大学院農学生命科学研究科
    - 獣医学専攻

  - 大学院医学系研究科
    - 分子細胞生物学専攻
    - 病因・病理学専攻
    - 脳神経医学専攻
    - 生体物理医学専攻
    - 内科学専攻
    - 生殖・発達・加齢医学専攻
    - 外科学専攻

  - 大学院薬学系研究科
    - 機能薬学専攻

  - 大学院新領域創成科学研究科
    - メディカルゲノム専攻（医科学研究所の協力で設立された。講義の一部も白金台で開講されている。）
    - 情報生命科学専攻

  - 大学院情報理工学系研究科
    - コンピュータ科学専攻

## 所在地・アクセス
医科学研究所
- 〒108-8639 東京都港区白金台4丁目6番1号
医科学研究所の敷地は東京大学白金キャンパス（白金台キャンパス）と呼ばれている。
- 東京メトロ南北線・都営地下鉄三田線白金台駅より徒歩0分、JR山手線目黒駅より徒歩15分

医科学研究所附属病院
奄美病害動物研究施設
- 〒894-1531 鹿児島県大島郡瀬戸内町大字手安字須手802番地

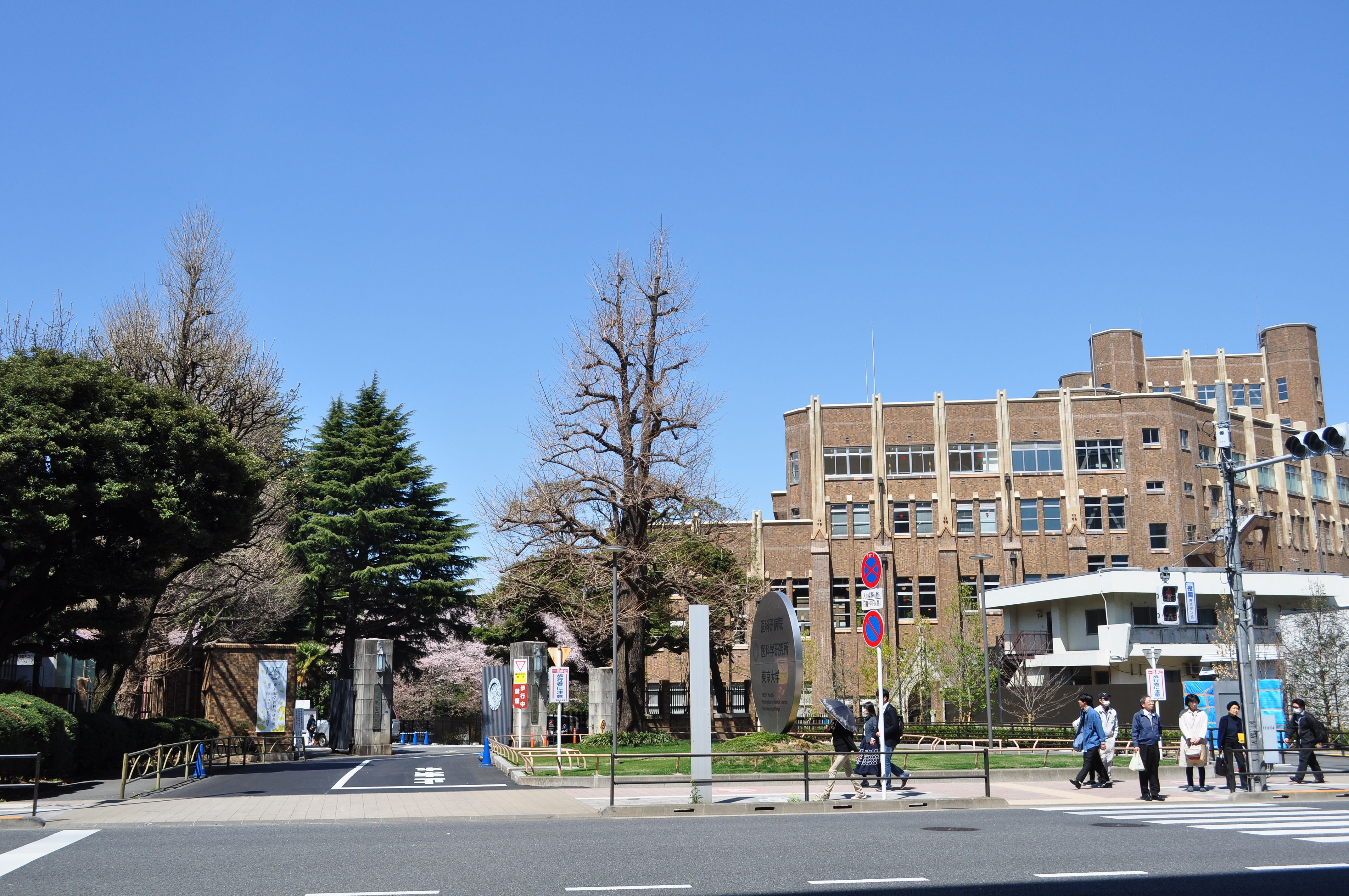
目黒通りより見る（2018年3月30日撮影）
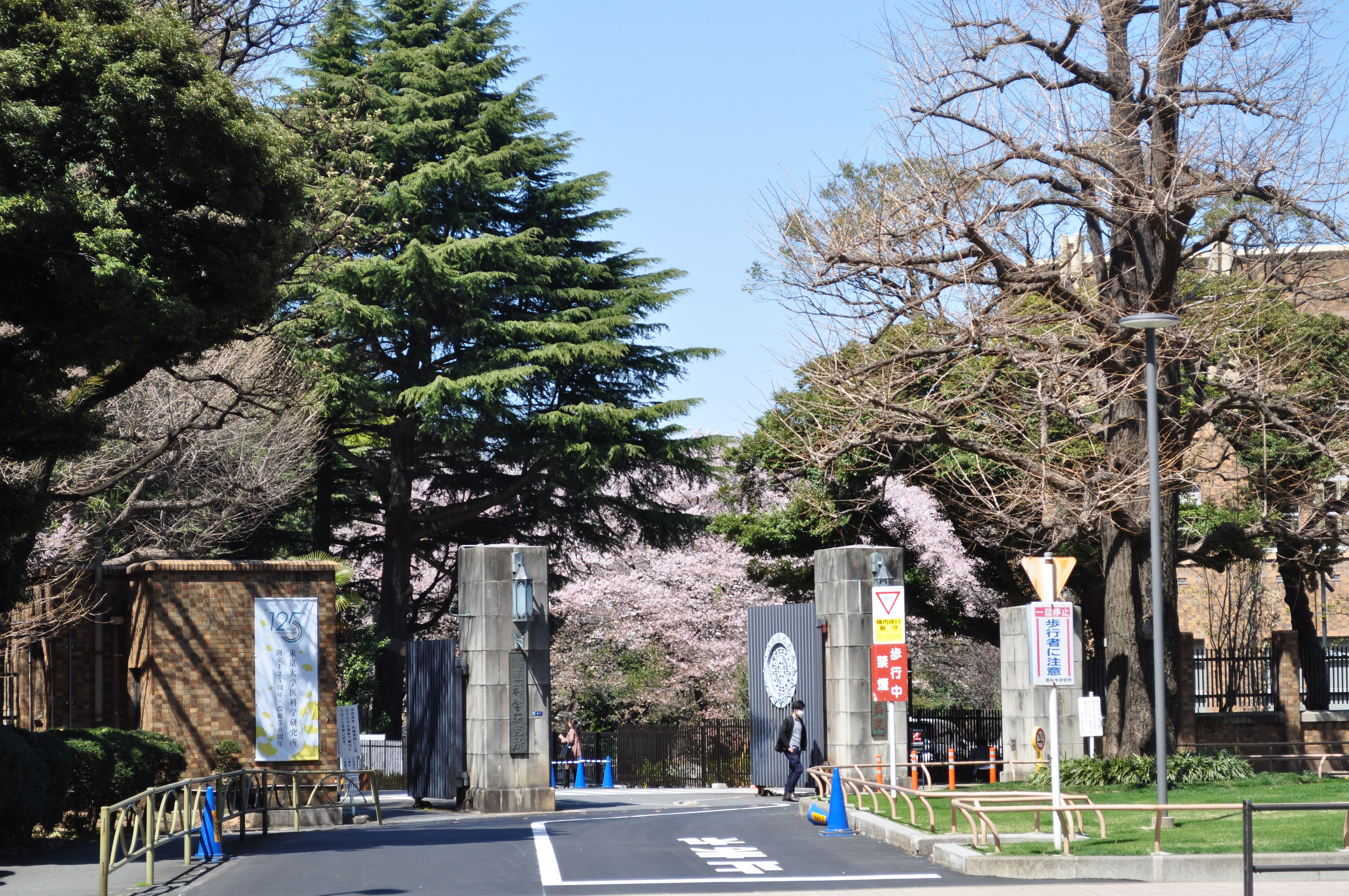
公道からの入り口（2018年3月30日撮影）
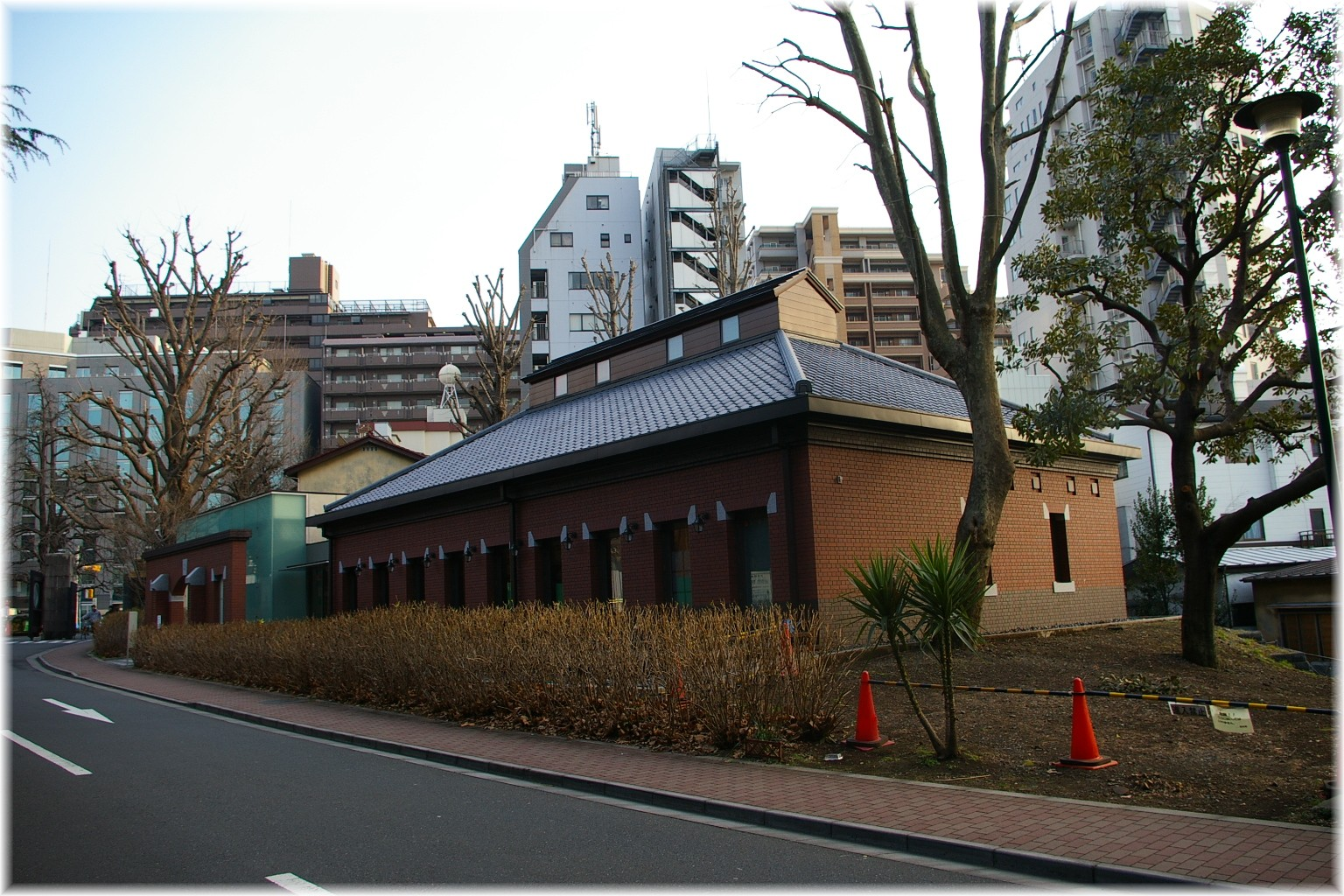
伝染病研究所の外観を再現した近代医科学記念館（2007年1月27日撮影）

## テレビ番組
- 日経スペシャル ガイアの夜明け 「最先端！オーダーメード医療 ～あなただけの治療法 選びます～（2006年6月6日、テレビ東京）[5]。- オーダーメード治療を取材。